# Maire de Castroponce
Maire de Castroponce és un municipi de la província de Zamora a la comunitat autònoma de Castella i Lleó.

## Demografia
| 1991 | 1996 | 2001 | 2004 |
| ---- | ---- | ---- | ---- |
| 307  | 270  | 237  | 230  |